# Aerenea brunnea
Aerenea brunnea är en skalbaggsart som beskrevs av Thomson 1868. Aerenea brunnea ingår i släktet Aerenea och familjen långhorningar.
Artens utbredningsområde är:
- Panama.
- Paraguay.
- Surinam.
- Venezuela.

Inga underarter finns listade i Catalogue of Life.